# Evolution (biologi)
 For alternative betydninger, se Evolution (flertydig). (Se også artikler, som begynder med Evolution)
Evolution (engelsk og latin e = "ud" + volvere = "rulle", altså "udrulning" eller udvikling) er en proces, hvorved sammensætningen af arveanlæg i en population ændres over generationer. Evolutionære processer giver anledning til mangfoldighed af liv på alle niveauer af biologisk organisation herunder arter, individuelle organismer og for molekylær evolution. Evolutionsteorien er en videnskabelig teori, der forklarer, hvordan forandring af organismer og artsdannelse (dvs. opståen af nye arter) forekommer. Evolution anses som videnskabelig, fordi dens forudsigelser holder stik — både i eksperimenter og i analyser af fossiler og levende arter.
Charles Darwins evolutionsteori beskriver, hvordan alle jordens levende organismer deler et fælles ophav, hvorfra de har undergået udviklingsprocesser baseret på naturlig selektion til i dag. Det har ført til mangfoldige organismer. Darwin var den første, der beskrev evolution som en proces drevet af naturlig udvælgelse, og dermed den første til at give en videnskabelig forklaring på de processer, der fører til artsdannelse. Han forklarede, at fordi de fleste organismer kan producere mere afkom, end der er resurser til, forekommer der en selektion af de individer, der bedst tilpasser sig deres omgivelser, og som derved får flere overlevende afkom. Hvis de fordelagtige egenskaber er arvelige, vil de dermed blive videreført til næste generation med højere frekvens end mindre fordelagtige egenskaber. Den proces vil føre til populationer med biologiske egenskaber, som tilsyneladende er tilpasset et bestemt miljø.
Med udviklingen af moderne genetik blev evolutionens biologiske grundlag cementeret , og moderne udviklingslære kombinerer Darwins indsigt i udvælgelsesprocesser med vores viden om samspillet imellem biokemi, genetik og miljø. Biologer skelner mellem mikroevolution og makroevolution. Mikroevolution er den proces hvorved genetiske varianter der giver den organisme der bærer den en fordel frem for andre organismer, og hvor ved gavnlige genetiske varianter bliver hyppigere end de skadelige varianter. Makroevolution er den proces, hvorved nye arter dannes efterhånden som genetiske forandringer akkumuleres og fører til artsdannelse. På molekylært niveau defineres evolution som enhver proces, der fører til, at frekvensen af en bestemt genetisk variant ændres i organismer. De forandringer i genfrekvenser har tre hovedårsager: naturlig udvælgelse, mutationer, og genetisk drift herunder genudveksling imellem befolkninger, jf. Molekylær evolution.

## Historie om evolutionær tænkning
Ideen om, at én type af organismer kunne nedstamme fra en anden type, går tilbage til tidlige græske filosoffer som Anaximander og Empedokles. Den overlevede i romertiden. Poeten og filosoffen Lucretius fulgte Empedokles i sit værk De rerum natura (Om Tingenes Natur). I modsætning til de materialistiske synspunkter forstod Aristoteles alle naturlige ting, ikke kun levende som ufuldkomne enteleki af forskellige faste naturlige muligheder, kendt som "former", "ideer" eller (i latinske oversættelse) "arter" . Det var en del af hans teleologiske forståelse af naturen, hvor alt har en tilsigtet rolle at spille i en guddommelig kosmisk orden. Variationer af denne idé blev standard i middelalderen og blev integreret i kristen læring. Aristoteles krævede ikke, at reelle typer af organismer altid svarede én-til-én med nøjagtige metafysiske former og gav specifikke eksempler på, hvordan nye typer af levende ting kunne blive.
I det 17. århundrede afviste moderne videnskab Aristoteles og søgte forklaringer på naturfænomener i form af fysiske love, som var ens for alle synlige ting, og ikke behøvede faste naturlige kategorier eller en guddommelig kosmisk orden. Men den nye metode var for langsom til at slå rod i biologien, som blev den sidste bastion for begrebet om faste naturlige typer. John Ray brugte en af de generelle vendinger om faste naturlige former "arter", om planter og dyr, men han identificerede udelukkende hver type som en art og foreslog, at hver art kunne defineres ved funktioner, som fastholdte sig i hver generation . Disse arter blev skabt af gud, men viser forskelle pga. lokale forhold. Den biologiske klassifikation — indført af Carl von Linné i 1735 — så også arter, som bestemt af en guddommelig plan.
Andre naturforskere spekulerede på evolutionære ændringer af arter efter naturlovene. Pierre Louis Maupertuis skrev i 1751 om naturlige ændringer, som opstår under reproduktion og akkumuleres i mange generationer til at skabe nye arter . Georges-Louis Leclerc, Comte de Buffon, foreslog, at arter kunne udskille sig til forskellige organismer, og Erasmus Darwin foreslog, at alle varmblodede dyrearter kunne nedstamme fra en enkelt mikroorganisme (eller "filament"). Den første fuldgyldige evolutionære ordning var Jean-Baptiste Lamarcks "transmutationsteori" fra 1809, som mente, at spontane generationer kontinuerligt producerede enkle former for liv, som udviklede større kompleksitet i parallelle linjer med en indbygget progressiv tendens, og at på lokalt plan var disse slægter tilpasset miljøet ved at arve ændringer baseret på anvendelsen eller uanvendelsen. (Den idé blev senere kaldt lamarckisme.) De ideer blev fordømt af etablerede naturalister som spekulation, som manglede empirisk støtte. Især Georges Cuvier insisterede på, at arter var uafhængige og fastlagte, og deres ligheder afspejlede guddommelig planlægning for specifikke funktionelle behov. I mellemtiden var Rays ideer om gudgivet design videreudviklet af William Paley til bogen Natural Theology or Evidences of the Existence and Attributes of the Deity (1802), som foreslog komplekse tilpasninger som bevis for en guddommelig plan.
Det afgørende brud med konstante typologiske klasser eller typer i biologi kom med teorien om evolution gennem naturlig selektion, som blev formuleret af Charles Darwin. Delvist påvirket af An Essay on the Principle of Population (1798) af Thomas Malthus bemærkede Darwin, at befolkningstilvæksten ville føre til en "kamp for tilværelsen", hvor gunstige variationer sejredemens andre omkom. I hver generation når mange ikke til at reproducere sig pga. begrænsede ressourcer. Det kunne forklare mangfoldigheden af planter og dyr af fælles herkomst gennem bearbejdning af naturlovene for alle typer af organismer. Darwin udviklede sin teori om "naturlig selektion" i 1838 og var nu i gang med at skrive sin "store bog" om emnet, da Alfred Russel Wallace sendte ham en lignende teori i 1858. Begge herrer præsenterede deres teorier for Linnean Society of London. Ved udgangen af 1859 forklarede Darwins arternes oprindelse om naturlig selektion i detaljer, så det førte til en stadig bredere accept af begreberne om evolution. Thomas Henry Huxley leverede ved at anvende Darwins ideer på mennesker og ved hjælp af palæontologi og komparativ anatomi stærke beviser for, at mennesker og aber havde en fælles forfader. Mange blev foruroliget af den tanke, der betød, at mennesket ikke havde en særlig plads i universet.
Princippet om naturlig selektion blev allerede beskrevet 30 år før Darwins bog. Patrick Matthew beskrev princippet i et tillæg til en bog om træ til flåden (On Naval Timber and Arboriculture — 1831). Dog tillagde ingen opdagelsen af naturlig udvælgelse den store relevans. Matthew selv forstod først relevansen, da han genkendte princippet i Arternes Oprindelse.
Præcise mekanismer for reproduktiv arvelighed og oprindelsen af nye træk forblev et mysterium. Nu udviklede Darwin sin foreløbige teori om arvelighed kaldet pangenese. I 1865 rapporterede Gregor Mendel, at træk blev nedarvet på en forudsigelig måde gennem uafhængig sortering og adskillelse af elementer (senere kendt som gener). Mendels arvelove fortrængte efterhånden de fleste af Darwins pangenesis-teorier. August Weismann markerede den vigtige forskel mellem kønsceller, der giver anledning til gameter (som sædceller og ægceller) og de somatiske celler i kroppen. Det viste, at arvelighed passerer gennem kønscellerne. Hugo de Vries forbandt Darwins pangenesisteori med Weismanns skelnen mellem køns- og somacelle. De Vries var også en af de forskere, der gjorde Mendels arbejde velkendt, som troede at mendelske træk svarede til overførsel af arvelige variationer langs kimcellelinjen. Til at forklare, hvordan nye varianter opstod, udviklede de Vries en mutationsteori, som førte til en midlertidig splittelse mellem dem der accepterede darwinistisk evolution og de som allierede sig med de Vries. Ved århundredeskiftet lagde pionerer inden for populationsgenetik som JBS Haldane, Sewall Wright og Ronald Fisher grunden for evolution som en robust statistisk filosofi. Darwins teori om genetiske mutationer og Mendels nedarvning blev således forsonet.
I 1920'erne og 1930'erne forbandt en moderne evolutionær syntese de forskellige begreber om naturlig selektion, mutationsteori og mendelsk arveteori i en samlet teori, der anvendes generelt for enhver gren af biologi. Den moderne syntese var i stand til, at forklare mønstre observeret på tværs af arter i populationer igennem overgangsfossiler i palæontologi, og selv komplekse cellulære mekanismer i udviklingsbiologi. Offentliggørelsen af strukturen af DNA af James Watson og Francis Crick i 1953 viste en fysisk basis for arv. Molekylærbiologi forbedrede vores forståelse af forholdet mellem genotype og fænotype. Fremskridt blev også gjort i fylogenetisk systematik med kortlægning af overgang i træk i en sammenlignelig og testbar ramme ved offentliggørelsen og brugen af evolutionære stamtræer. I 1973 skrev evolutionsbiologen Theodosius Dobzhansky, at "intet i biologien giver mening undtagen i lyset af evolution," fordi det har kastet lys på relationer, som først virkede som usammenhængende fakta i naturhistorie til en sammenhængende mængde af viden, der beskriver og forudsiger mange observerebare fakta om livet på denne planet.
Siden er den moderne syntese blevet udvidet til at forklare det af hele af de biologiske fænomener og skalaen af det biologiske hierarki, fra gener til arter. Denne evolutionære udviklingsbiologi understreger, hvordan ændringer mellem generationerne (evolution) virker på mønstre af forandringer inden for de enkelte organismer (udvikling).

## Arvelighed
Evolution i organismer opstår ved ændringer i arvelige træk, som er særlige karakteristika af en organisme. For eksempel er øjenfarve hos mennesker en arvelig egenskab, og et barn kan arve brune øjne fra en af dets forældre. Nedarvede træk styres af gener, og det komplette sæt af gener i en organismes genom (genetisk materiale) kaldes dens genotype.
Det komplette sæt af observerbare træk, der udgør strukturen og opførslen af en organisme, kaldes dens fænotype. Disse træk kommer af dens genotypes interaktion med miljøet. Som følge heraf er mange aspekter af en organismes fænotype ikke arvelige. For eksempel kommer solbrændthed fra interaktionen imellem en persons genotype og sollys; derfor videregives solbrun hud ikke til børn. Men nogle solskoldes lettere end andre på grund af forskelle i deres genotype; et slående eksempel er mennesker med den arvelige egenskab albinisme, der ikke solbrændes overhovedet og er meget følsomme over for solskoldning.
Arvelige træk går fra den ene generation til den næste via DNA, et molekyle, der er kode for genetisk information. DNA er en lang biopolymer som består af fire typer af baser. Sekvensen af baser langs et bestemt DNA-molekyle specificerer den genetiske information, som bogstaver uddyber en sætning. Før en celle deler sig, kopieres DNA'et, så hver af de to nye celler arver DNA-sekvensen. Dele af et DNA-molekyle, der indeholder en funktionel enhed kaldes gener; forskellige gener har forskellige sekvenser af baser. I celler danner de lange DNA-strenge kondenserede strukturer: kromosomer. Den specifikke placering af en DNA-sekvens i et kromosom er kendt som et locus. Hvis DNA-sekvensen varierer på et sted imellem individer, er de forskellige former af denne sekvens kaldet alleler. DNA-sekvenser kan ændres ved mutationer, der producerer nye alleler. Hvis en mutation forekommer i et gen, kan den nye allel påvirke træk genet kontrollerer og ændre fænotypen af organismen. Mens den enkle overensstemmelse mellem en allel og en egenskab virker i nogle tilfælde, er de fleste træk mere komplekse og styres af flere interagerende gener.

## Mekanismer
En organismes fænotype er resultatet af både genotypen og miljøet, som den har levet i. En væsentlig del af variationen i fænotyper i en population er forårsaget af forskelle mellem deres genotyper. Den moderne evolutionære syntese definerer evolution som ændringen over tid i denne genetiske variation. Hyppigheden af en bestemt allel vil svinge og blive mere eller mindre udbredt i forhold til andre former af genet. Evolutionære kræfter virker ved at drive genetisk drift i allelfrekvens i en eller anden retning.
Variation kommer fra mutationer i det genetiske materiale, migration mellem populationer (genflow), og rekombination af gener ved kønnet forplantning.
Trods den konstante introduktion af variationer igennem disse processer er de fleste dele af genomet i en art identisk i alle individer af denne art. Men selv relativt små ændringer i genotypen kan føre til dramatiske ændringer i fænotypen. For eksempel varierer chimpanser og mennesker kun i omkring 5% af deres genomer.

### Naturlig selektion (tilpasning til miljøet)
Naturlig selektion er den primære mekanisme for evolution. I en verden med begrænsede resurser er det ikke alle, der har en fremtid. De individer i en population, som er bedst egnet til deres miljø er også dem, der bedst kan skaffe de resurser, der er nødvendige for deres overlevelse. Evolution ved naturlig selektion er den proces, hvorved træk, der forbedrer overlevelse og reproduktion, bliver almindeligere i de efterfølgende generationer af en population.
Mere afkom produceres, end hvad muligt kan overleve, og disse betingelser producerer konkurrence imellem organismer for overlevelse og reproduktion. Som følge heraf vil organismer med træk, der giver dem en fordel i forhold til deres konkurrenter, være mere tilbøjelige til at videregive deres træk til den næste generation, end de, som har træk, der ikke giver dem en fordel.
Det centrale begreb for naturlig selektion er en organismes evolutionære egnethed . Egnethed måles ved organismens evne til at overleve og reproducere, og som derved bestemmer størrelsen af dens genetiske bidrag til den næste generation. Egnethed er ikke det samme som det samlede antal af afkom. I stedet indikeres egnethed af andelen af de efterfølgende slægtsled, der bærer en organismes gener. For eksempel, hvis en organisme kunne overleve og reproducere sig selv hurtigt, men dens afkom var alt for lille og for svagt til at overleve, ville denne organisme have et lille genetisk bidrag til kommende slægtsled og dermed have en lav egnethed.
Hvis en allel øger egnetheden mere end de andre alleler af dette gen, vil en pågældende allel for hver generation blive almindeligere i befolkningen. De træk, som øger egnetheden, siges der at være "selekteret for". Eksempler på træk, der kan øge egnethed, er forbedret overlevelse og øget frugtbarhed. Omvendt er det også, at lavere egnethed, herunder at have et mindre gavnlig eller skadelige allel, vil resultere i, at de træk, som allelen fører til, bliver sjældnere — de er "selekteret imod". Man må dog holde sig for øje, at egnethed af en allel er ikke en fast egenskab, da miljøændringer kan bevirke, at tidligere neutrale eller skadelige træk bliver gavnlige, og at tidligere gavnlige træk bliver skadelige. Men selv hvis retningen af selektion vender, kan træk, der blev tabt i fortiden, ikke genudvikle sig i en identisk form (se Dollos lov).
Naturlig selektion inden for en population af et træk, som kan variere på tværs af en række værdier, såsom højde, kan kategoriseres i tre forskellige typer. Den første er frekvensafhængig selektion, der er et skift i den gennemsnitlige værdi af et træk over tid — for eksempel kan populationens organismer langsomt blive højere. Den anden, splittende selektion, er selektion af ekstreme værdier af egenskaber og resulterer oftest i, at to forskellige værdier bliver mest almindelige, med selektion væk fra den gennemsnitlige værdi. Dette ville være, når enten korte eller høje individer har en fordel, men ikke individer af middelhøjde. Til sidst er der stabiliserende selektion, som er selektion væk fra ekstreme værdier af karakteregenskaber på begge ender, hvilket forårsager et fald i varians omkring gennemsnitsværdien og mindre diversitet. Det vil for eksempel forårsage, at alle individer i populationen langsomt får samme højde.
Et særligt tilfælde af naturlig selektion er seksuel selektion, som er selektion af ethvert træk, der øger parringssucces ved at øge, hvor attraktiv en organisme er for potentielle partnere. Træk, der har udviklet sig gennem seksuel selektion, er særligt fremtrædende blandt hanner af flere dyrearter. Selvom kønsligt begunstigede træk, såsom besværlige gevirer, parringskald, stor kropsstørrelse og lysere farver ofte tiltrækker rovdyr, som mindsker overlevelsen af enkelte hanner. Denne ulempe for deres overlevelse opvejes af en højere reproduktiv succes hos hanner, der har disse udgiftstunge seksuelt selekterede træk.
Generelt gør naturlig selektion naturen til målet for, hvad individer skal tilpasse sig til. "Natur" i denne forstand henviser til et økosystem, altså et system, hvor organismer interagerer med alle andre elementer, fysisk såvel som biologisk, i deres lokale miljø. Eugene Odum, grundlægger af økologi, definerer et økosystem som: "Enhver enhed, der omfatter alle de organismer ... (der) i et givet område interagerer med det fysiske miljø, så at en strøm af energi fører til klart definerede trofiske strukturer, biologisk mangfoldighed og materielle cyklusser (dvs. udveksling af materialer mellem levende og ikke levende dele) i systemet." Enhver population inden for et økosystem indtager et særskilt niche eller en position med tydelige relationer til andre dele af systemet. Disse relationer har følger for organismens livshistorie, dens position i fødekæden og dens geografiske rækkevidde. Denne brede opfattelse af naturen gør det muligt for forskerne at afgrænse bestemte kræfter, som tilsammen udgør den naturlige selektion.
Naturlig selektion kan fungere på forskellige niveauer af biologisk organisation, såsom gener, celler, individuelle organismer, grupper af organismer og arter. Selektion kan agere på flere niveauer samtidigt. Et eksempel på selektion, som forløber under niveauet for den individuelle organisme, er gener kaldet transposoner, som kan replikkere og sprede sig i et genom. Selektion på et niveau over individer, såsom gruppeselektion, kan tillade evolution af et samarbejde mellem individer.

### Mutation (tilfældig øget variation)
Mutationer er en ændring i arvematerialet hos et individ, som kan forsages af ekstern påvirkning af stråling eller kemi, fejl i genernes kopieringsproces, eller tilføjelse af DNA fra vira. Konsekvenserne af mutationer kan være lige fra ikke at have nogen effekt til at være dræbende. Mutationer kan skabe nye egenskaber eller ødelægge eksisterende.
Når mutationer forekommer, kan de enten være uden virkning, ændre genets produkt, eller forhindre genet i at fungere. Ud fra undersøgelser af fluen Drosophila melanogaster, er det foreslået, at hvis en mutation ændrer et protein, som er produceret af et gen, vil dette sandsynligvis være skadeligt med omkring 70% af disse mutationer med skadelige virkninger, mens resten enten er neutrale eller svagt gavnlige.
Mutationer, der kan involvere store dele af et kromosom, bliver duplikeret (normalt ved genetisk rekombination), hvilket kan introducere ekstra kopier af et gen i et genom. Ekstra kopier af gener er en væsentlig kilde til det råmateriale, som er nødvendigt for, at nye gener udvikler sig. Dette er vigtigt, fordi de fleste nye gener udvikler sig inden for genfamilier fra allerede eksisterende gener, der har fælles forfædre. For eksempel anvender det menneskelige øje fire gener for strukturer, som registrerer lys: tre for farvesyn og en til nattesyn, hvor alle fire nedstammer fra et enkelt stamgen.
Nye gener kan genereres fra et nedarvet gen, når et duplikat muterer og erhverver en ny funktion. Denne proces er lettere, når et gen er blevet kopieret, fordi det øger redundans i systemet; ét gen i parret kan erhverve en ny funktion, mens den anden kopi fortsætter med at udføre sin oprindelige funktion. Andre typer af mutationer kan endda generere helt nye gener fra tidligere ikke-kodende DNA.
Frembringelsen af nye gener kan også involvere, at der duplikeres små dele af flere gener, hvorefter disse fragmenter rekombinerer til at danne nye kombinationer med nye funktioner. Når nye gener er samlet fra en blanding af allerede eksisterende dele, fungerer proteindomæner som moduler med simple uafhængige funktioner, der kan blandes sammen for at producere nye kombinationer med nye og komplekse funktioner. F.eks. er polyketidsyntaser store enzymer, der laver antibiotika, og som indeholder op til hundrede uafhængige proteindomæner, der hver katalyserer et trin i den samlede proces som et led i et samlebånd.

### Genflow (ændring i population ved ind/udvandring)
Genflow er udveksling af gener mellem populationer og mellem arter. Det kan derfor være en kilde til variation, der er ny for en population eller en art. Genflow kan være forårsaget af migration af individer imellem adskilte populationer af organismer.
En form for genflow sker, når en populations genetiske sammensætning ændres enten ved dannelsen af hybride organismer eller ved overførsel af genetisk materiale fra en organisme til en anden organisme, som ikke er dets afkom; denne type genflow er mest udbredt blandt bakterier. Vira kan også bære DNA mellem organismer, hvilket tillader overførsel af gener endog på tværs af biologiske domæner.
I medicin bidrager dette til spredningen af antibiotikaresistens, hvilet er, når en bakterie erhverver gener, der øger dens resistens, og som det hurtigt kan overføre til andre arter. Horisontal overførsel af gener fra bakterier til eukaryoter såsom gæren Saccharomyces cerevisiae og billen Callosobruchus chinensis er opstået.

### Genetisk drift (ændring i population ved tilfælde)
Genetisk drift omfatter tilfældige påvirkninger af generne i populationen. Det kan være eksterne påvirkninger som naturkatastrofer, der bevirker drastiske ændringer i en population. Almindeligvis er der dog tale om gener, der bliver givet videre helt tilfældigt. Det kan være såkaldt junk DNA, som ikke koder for noget, men som bare følger med. Det kan også være gener, der har funktioner, som er irrelevante i forbindelse med naturlig og seksuel udvælgelse.

### Seksuel udvælgelse (ikke tilfældigt partnervalg)
En lang række dyr, inklusiv mennesker, udvælger deres partner ud fra en række kriterier. Nogle vælger den stærkeste, andre den smukkeste, andre igen er selektive og går efter den med flest resurser. Det kunne være den stærkeste gorilla, den flotteste påfugl eller den som har et territorium og en færdigbygget rede.

## Udfald
Evolution påvirker alle aspekter for formen og adfærd af organismer. Mest fremtrædende er de specifikke adfærdsmæssige og fysiske tilpasninger, som er resultatet af naturlig selektion. Disse tilpasninger øger egnethed ved at hjælpe med aktiviteter såsom at finde mad, undgå rovdyr eller tiltrække mager. Organismer kan også reagere på selektion ved at samarbejde med hinanden, som regel ved at hjælpe deres slægtninge eller deltage i et gensidigt fordelagtigt symbiose. På længere sigt, producerer evolution nye arter igennem adskillelsen af forfædres populationer af organismer i nye grupper, som ikke kan eller ikke vil avle med hinanden.
Disse udfald af evolution skelnes baseret på tidsskala som makroevolution versus mikroevolution. Makroevolution refererer til evolution, som opstår ved eller over niveauet for arter, især artsdannelse og uddød; mens mikroevolution refererer til mindre evolutionære ændringer indenfor en art eller population, navnlig ændringer i genfrekvenser og tilpasning. Generelt er makroevolution betragtet som resultatet af lange perioder med mikroevolution. Således er forskellen imellem mikro- og makroevolution ikke er en grundlæggende én — forskellen er simpelthen den involverede tid. Men i makroevolution, kan træk af hele arter være vigtige. For eksempel kan en stor mængde af variation blandt individer tillader en art til hurtigt at tilpasse sig nye habitater og mindske chancen for at uddød, mens et vidt geografisk område øger chancen for artsdannelse, ved at gøre det mere sandsynligt, at en del af befolkningen vil blive isoleret. I den forstand kan mikroevolution og makroevolution indebære selektion på forskellige niveauer — hvor mikroevolution agere på gener og organismer, versus makroevolutionær processer såsom artsselektion agere på hele arter og påvirker deres rate for artsdannelse og uddød.
En almindelig misforståelse er, at evolutionen har mål, langsigtede planer eller en medfødt tendens til "fremskridt", realistisk set har evolution dog ingen langsigtede mål og producerer ikke nødvendigvis større kompleksitet. Selvom komplekse arter har udviklet sig, forekommer de som en resultat af at det samlede antal organismer er stigende og simpel form for liv er stadig mere almindeligt i biosfæren. For eksempel er det overvældende flertal af arter mikroskopiske prokaryoter, som udgør omkring halvdelen af verdens biomasse trods deres lille størrelse, og udgør langt størstedelen af Jordens biodiversitet. Simple organismer har derfor været den dominerende form for liv på Jorden gennem hele dens historie og fortsætter med at være den vigtigste form for liv op til i dag, hvor komplekst liv kun optræder mere forskelligartet, fordi det er mere synligt. Faktisk er udvikling af mikroorganismer særligt vigtigt for moderne evolutionær forskning, da deres relativt hurtige reproduktion tillader studiet af eksperimentel evolution og observation af evolution og tilpasning i realtid.

### Tilpasning
Tilpasning er en proces, der gør organismer bedre egnet til deres omgivelser. Ligeledes kan udtrykket tilpasning henvise til et træk, der er vigtigt for en organismes overlevelse, for eksempel tilpasningen af hestes tænder til formaling af græs. Ved at bruge udtrykket tilpasning om den evolutionære proces og adaptive træk for produktet (den kropslige del eller funktion), kan de to betydninger af ordet skelnes. Tilpasninger er produceret af naturlig selektion.
Tilpasning kan forårsage enten gevinsten af en ny funktion, eller tabet af en nedarvet egenskab. Et eksempel, som viser begge typer ændringer er bakteriel tilpasning til antibiotisk selektion, hvor genetiske ændringer forårsager resistens over for antibiotika ved både at ændre målet af lægemidlet, eller forøgelse af aktiviteten af transportører, som pumper medikamentet ud af cellen. Andre slående eksempler er bakterien Escherichia coli som udviklede evnen til at anvende citronsyre som et næringsstof i et langsigtet laboratorieforsøg, Flavobacterium udviklede et nyt enzym, der gør det muligt for disse bakterier at vokse på biprodukter af nylonproduktion, og jordbakterien Sphingobium udviklede en helt ny stofskiftevej, der nedbryder den syntetiske pesticide pentachlorphenol. Et interessant, men stadig kontroversiel idé er, at nogle tilpasninger kan øge evne organismer til at generere genetiske diversitet og tilpasse sig via naturlige selektion (og derved øge organismernes udviklingsevne).
Tilpasning sker igennem en gradvis ændring af de eksisterende strukturer. Derfor kan strukturer med lignende intern organisation have forskellige funktioner i beslægtede organismer. Dette er resultatet af en enkelt forældremæssig struktur er indrettet til at fungere på forskellige måder. Knoglen inden i flagremussevinger, er for eksempel, meget lig dem i mussefødder og hænder hos primater, grundet afstamningen af alle disse strukturer fra en fælles forfader til pattedyr. Da alle levende organismer er relateret til en vis grad, kan selv organer, der synes at have ringe eller ingen strukturel lighed, såsom hos leddyr, blæksprutter og hvirveldyr øjne, eller lemmerne og vinger af leddyr og hvirveldyr, afhænge af et fælles sæt af gener, der styrer deres samling og funktion. Dette fænomen kaldes dyb homologi.
Under evolutionen, kan nogle strukturer mister deres oprindelige funktion og blive rudimentære strukturer. Sådanne strukturer kan have ringe eller ingen funktion i en nuværende art, men alligevel har en klar funktion i forfædrene eller andre nært beslægtede arter. Eksempler indbefatter pseudogener, de ikke-funktionelle rester af øjne i blinde grotteboende fisk, vinger i flyvende fugle, og tilstedeværelsen af hofteben i hvaler og slanger. Eksempler på rudimentære strukturer hos mennesker omfatter visdomstænder, haleben, vermiform appendiks, og andre adfærdsmæssige levn såsom gåsehud og primitive reflekser.
Men mange træk, der synes at være simple tilpasninger er faktisk exaptationer: strukturer oprindeligt tilpasset til én funktion, men som tilfældigvis blev nyttigt for en anden funktion i løbet af udviklingen. Et eksempel er den afrikanske firben Holaspis guentheri, som udviklede en yderst fladt hoved til at kunne skjule sig i sprækker, som det kan ses ved at se på dens nære pårørende. Men i denne art, er hovedet blevet så fladtrykt, at det hjælper i svæveflyvning fra træ til træ — en exaptation.
Et område med nuværende undersøgelse i evolutionær biologi er det udviklingsmæssige grundlag for tilpasninger og exaptationer. Denne forskning omhandler oprindelsen og udviklingen af fosterudviklingen, og hvordan ændringer i udviklingen og udviklingsprocesser producere nye funktioner. Disse undersøgelser har vist, at evolution kan ændre udvikling til at producere nye strukturer, såsom embryoniske knoglestrukturer der udvikler sig til kæben hos andre dyr i stedet indgår i mellemøret hos pattedyr. Det er også muligt for strukturer, der er tabt i evolution at dukke op igen på grund af ændringer i udviklingsmæssige gener, såsom en mutation i kyllinger forårsager embryoner til at vokse tænder svarende til krokodiller. Det er nu blevet klart, at de fleste ændringer i formen af organismerne skyldes ændringer i et lille sæt af gener.

### Co-evolution
Interaktioner imellem organismer kan producere både konflikt og samarbejde. Når interaktion er mellem par af arter, såsom en patogen, og en vært, eller et rovdyr og sit bytte, kan disse arter udvikle matchende sæt af tilpasninger. Her forårsager udviklingen af én art tilpasninger i den anden art. Disse ændringer i den anden art forårsage derefter nye tilpasninger i den første art. Denne cyklus af selektion og respons kaldes co-evolution. Et eksempel er produktionen af tetrodotoxin i salamanderarten Taricha granulosa og udviklingen af resistans over for tetrodotoxin i dens rovdyr, slangen Thamnophis sirtalis. I dette rovdyr-byttedyr par, har et evolutionært våbenkapløb produceret højere niveauer af gift i salamanderen og tilsvarende høje niveauer af giftresistens i slangen.

### Samarbejde
Ikke alle interaktioner mellem arter involverer konflikt. Mange tilfælde af gensidigt fordelagtige interaktioner har udviklet sig. For eksempel eksisterer et ekstremt samarbejde imellem planter og mycorrhizasvampe, der vokser på deres rødder og hjælper planten til, at absorbere næringsstoffer fra jorden. Dette er en gensidig relation, da planterne giver svampene sukker fra fotosyntese. Her vokser svampe faktisk inde i plantecellerne, der giver dem mulighed for at udveksle næringsstoffer med deres værter, mens de sender signaler, der undertrykker plantens immunsystemet.
Samarbejde mellem organismer af samme art har også udviklet sig. Et ekstremt tilfælde er eusocialitet fundet i sociale insekter, såsom bier, termitter og myrer, hvor sterile insekter fodre og bevogter det lille antal organismer i en koloni, der er i stand til at reproducere. På en endnu mindre målestok er der somatiske celler, der gør at kroppen af et dyr begrænser deres reproduktion så de kan opretholde en stabil organisme, der derpå understøtter et lille antal af dyrets kønsceller til at producere afkom. Her reagere somatiske celler på specifikke signaler, der instruerer dem om at vokse, forbliver som de er, eller dø. Hvis celler ignorere disse signaler og formere uhensigtsmæssigt, vil deres ukontrollerede vækst forårsage kræft.
Et sådant samarbejde indenfor arter kan have udviklet sig gennem processen kinselektion, hvilket er hvor én organisme hjælper med at opfostre en slægtnings afkom. Denne aktivitet er valgt fordi at hvis den hjælpende person indeholder alleler, der fremmer den hjælpende aktivitet, er det sandsynligt, at dens slægtninge også vil indeholde disse alleler og dermed vil disse alleler blive videregivet. Andre processer, der kan fremme samarbejdet omfatter gruppeselektion, hvor samarbejdet giver fordele til en gruppe af organismer.

### Artsdannelse
Artsdannelse er en proces, hvor en art deler sig i to eller flere underordnede arter. Der er flere måder at definere begrebet "art." Valget af definition er afhængig af de særlige karakteristika ved de pågældende arter. For eksempel anvender nogle artskoncepter begreberne lettere mod seksuelt gengive organismer, mens andre egner sig bedre mod aseksuelle organismer. Nogle forskere har forsøgt en samlet definition af begrebet "art", mens andre følger en flersiddet tilgang, og antyder, at der kan være forskellige måder, at logisk fortolke definitionen af en art.
Hindringer for reproduktion mellem to divergerende seksuelt reproducerende populationer er nødvendig for, at befolkningerne bliver til nye arter. Genflow kan bremse denne proces ved også at sprede de nye genetiske variationer til de andre befolkningsgrupper. Afhængigt af hvor langt to arter har afveget siden deres seneste fælles forfader, kan det stadig være muligt for dem at producere afkom, som med heste og æslers parring til at producere muldyr. Sådanne hybrider er generelt ufrugtbare. I dette tilfælde kan nært beslægtede arter regelmæssigt krydses, mens hybrider selekteres imod og arterne vil forblive adskilte. Imidlertid er levedygtige hybrider dannet lejlighedsvis og disse nye arter har enten egenskaber mellemliggende mellem deres forælder arter, eller besidder et helt ny fænotype. Vigtigheden af hybridisering i produktionen af nye dyrearter er uklar, selv om tilfælde er blevet set i mange typer af dyr, hvor den grå løvfrø er et særdeles velundersøgt eksempel.
Artsdannelse er observeret flere gange under både kontrollerede laboratorieforhold og i naturen. I seksuelt reproducerende organismer, resultere speciering fra reproduktiv isolation efterfulgt af genealogiske divergens. Der er fire mekanismer for artsdannelse. Den mest almindelige hos dyr er allopatrisk artsdannelse, som forekommer i populationer oprindeligt geografisk isoleret, såsom ved habitatfragmentering eller migration. Selektion under disse betingelser producere meget hurtigt ændringer i udseende og opførsel af organismer. Da selektion agere uafhængigt på befolkningen isoleret fra resten af deres art, kan adskillelse til tider producere organismer, der ikke kan krydses.
Den anden mekanisme for artsdannelse er peripatrisk artsdannelse, som opstår, når små populationer af organismer bliver isoleret i et nyt miljø. Dette adskiller sig fra allopatrisk artsdannelse ved, at de isolerede populationer er numerisk meget mindre end den oprindelige befolkning. Her forårsager grundlæggervirkning hurtig artsdannelse efter en stigning i indavl forøger selektion på homozygoter, hvilket fører til en hurtig genetisk ændring.
Den tredje mekanisme er parapatrisk artsdannelse. Dette svarer til peripatrisk artsdannelse i, at en lille population bliver isoleret i et nyt habitat, men adskiller sig ved, at der ikke er nogen fysisk adskillelse mellem disse to populationer. I stedet forsages artsdannelsen på grund af udviklingen af mekanismer, der reducerer genspredning mellem de to befolkningsgrupper. Generelt opstår dette, når der har været en drastisk ændring i miljøet i forældreartens levesteder. For eksempel har græsset Anthoxanthum odoratum gennemgået parapatrisk artsdannelse som reaktion på metalforurening fra miner. Her opstod planter, som havde resistans imod høje niveauer af metaller i jorden. Selektion imod krydsning med den metal-sensitive forældrepopulation frembragte en gradvis ændring i blomstringstiden af de metalresistante planter, som eventuelt frembragte komplet reproduktiv isolation. Selektion mod hybrider imellem de to populationer kan forårsage en forstærkende effekt, som er udviklingen af træk, der fremmer parring inden for en art, når to arter bliver mere tydeligt forskellige i udseende.
Det sidste mulige senarier er sympatrisk artsdannelse, som er hvor arter adskiller sig uden geografisk isolation eller ændringer i habitatet. Denne form er sjælden, da selv en lille mængde af genflow kan fjerne genetiske forskelle mellem dele af en befolkning. Generelt kræver sympatrisk artsdannelse hos dyr udviklingen af både genetiske forskelle og ikke-tilfældig parring, for at tillade reproduktiv isolation udvikler sig.
En type af sympatrisk artsdannelse indebærer krydsning af to beslægtede arter til at producere en ny hybridart. Dette er ikke almindeligt hos dyr da hybrider normalt er sterile. Dette er fordi der under meiose er homologe kromosomer fra hver af forældrene som er fra forskellige arter, og de kan derved ikke succesfuldt parres. Men det er mere almindeligt i planter, fordi planter ofte fordobler deres antal kromosomer, til at danne polyploidi. Dette gør det muligt at kromosomer fra hver af forældrenes art, at danne matchende par under meiose, da hver af forældrenes kromosomer er repræsenteret ved et par allerede. Et eksempel på sådan en artsdannelse er da arterne Arabidopsis thaliana og Arabidopsis Arenosa avlede på tværs til at give den nye art Arabidopsis suecica. Det skete omkring 20.000 år siden, og krydsningen er blevet gentaget i laboratorie, hvilket tillader undersøgelse af de genetiske mekanismer, der er involveret i denne proces. Faktisk kan kromosomfordobling inden for en art være en fælles årsag til reproduktiv isolation, da halvdelen af de fordoblede kromosomer ikke vil være matchet, hvis der avles med ufordoblede organismer.

### Uddød
Uddød er forsvinden af en hel art. Uddød er ikke en usædvanlig begivenhed, da arter forekommer regelmæssigt igennem artsdannelse og forsvinder igennem deres uddød. Næsten alle dyre- og plantearter, der har levet på Jorden, er nu uddøde, og udslettelse synes at være den endelige skæbne af alle arter. Disse udryddelser er sket løbende igennem hele historien af livet på Jorden, selvom hastigheden af udryddelse topper i lejlighedsvise masseudryddelsesbegivenheder. Udslettelsesbegivenheden Kridt-Palæogene , hvorunder ikke-aviære dinosaurer uddøde, er den mest kendte, men den tidligere masseuddød Perm-Trias var endnu mere alvorlig, med ca. 96% af alle marinearter drevet til uddød. Den Holocæne massedød er en løbende masseudryddelse forbundet med menneskehedens ekspansion over hele kloden i løbet af de sidste par tusinde år. Nutidens udryddelsesrater er 100 -1000 gange større end fortidens hvor op til 30% af de nuværende arter kan være udryddet i midten af det 21. århundrede. Menneskelige aktiviteter er nu den primære årsag til den igangværende masseuddød. Global opvarmning kan yderligere accelerere det i fremtiden.
Rollen af uddød i evolution er ikke særlig godt forstået og kan afhænge af, hvilken type af udryddelse som der er tale om. Årsagerne til de kontinuerlige små masseuddøde, som udgør størstedelen af årsagen for uddøde arter, kan være resultatet af konkurrencen imellem arter for begrænsede resurser. Hvis en art kan udkonkurrere en anden, kan det producere artselektion, hvor den tilpassede art overlever og de andre arter bliver drevet til udryddelse. De irregulare masseudryddelser er også vigtige, men i stedet for at fungere som en selektiv kraft, reducere de drastisk mangfoldighed på en uspecifik måde og fremmer udbrud af hurtigere udvikling og artsdannelse i de overlevende arter.

## Beviser for evolution
Videnskabelige beviser for evolution kommer fra mange aspekter af biologi og omfatter fossiler, homologe strukturer og molekylære ligheder mellem arters DNA.

### Fossiler
Forskning indenfor palæontologi (studiet af fossiler) støtter tanken om, at alle levende organismer er beslægtede. Fossiler beviser, at akkumulerede ændringer i organismer over lange perioder har ført til de forskellige former for liv, vi ser i dag. Et fossil afslører selve organismens struktur og forholdet mellem nuværende og uddøde arter, så palæontologer kan konstruere et stamtræ for alle livsformer på Jorden.
Moderne palæontologi begyndte med arbejdet af Georges Cuvier. Han bemærkede, at hver lag af sedimentbjergarter indeholdt en specifik gruppe af fossiler. De dybere lag, som han foreslog var ældre, indeholdte enklere livsformer. Han bemærkede, at mange former for liv fra fortiden ikke længere var til stede i dag. Et af Cuviers succesfulde bidrag til forståelsen af fossiler var dokumenteringen af uddød som et faktum. I et forsøg på at forklare de forskellige masseudslettelser, foreslog Cuvier en teori om, at geologiske katastrofer var sket i hele jordens historie, som udslettede et stort antal arter. Som følge heraf, skyldes nogen af de hurtige ændringer i livsforme, at større masseudryddelser har ramt jorden, som understøttes af nuværende optegnelser af fossiler.
Der nu blevet opdaget og identificeret et meget stort antal fossiler. Disse fossiler viser en kronologisk optegnelse af evolution. Disse fossiloptegnelser giver eksempler på overgangsformer, der demonstrerer en fælles forfædre imellem tidligere og nuværende livsformer. Et sådan overgangsfossil er Archaeopteryx, en gammel organisme, der havde særskilte karakteristika for et krybdyr (såsom en lang, benet hale og kegleformet tænder) mens den også havde karakteristika af fugle (såsom fjer og et ønskeben). Implikationen af en sådan et fund er, at moderne krybdyr og fugle opstod fra en fælles forfader.
Sammenligningen af ligheder imellem organismers form eller udseende af dele, kaldet morfologi, har længe været en måde at klassificere liv i nært beslægtede grupper. Dette kan gøres ved at sammenligne strukturen af voksne organismer i forskellige arter eller ved at sammenligne mønstre af hvordan celler vokser, deler og endda migrere under en organismes udvikling.

### Biogeografi
Biogeografi er studiet af den geografiske fordeling af arter. Beviser fra biogeografi, især fra biogeografi af isolerede øer, spillede en central rolle i at overbevise både Darwin og Alfred Russel Wallace om, at arter havde udviklet sig fra et forgreningsmønster fra en fælles afstamning. Øer indeholder ofte unikke arter, som ikke findes andre steder, men disse arter er ofte relateret til arter, som findes på det nærmeste kontinent. Desuden indeholder øer ofte klynger af nært beslægtede arter, der har meget forskellige økologiske nicher, der har forskellige måder at leve i miljøet. Sådanne klynger dannes gennem en proces, hvor en enkelt art koloniserer en ø, der har en bred vifte af åbne økologiske nicher og derefter diversificerer ved at udvikle sig til forskellige arter, der er tilpasset til at udfylde de tomme nicher. Godt studerede eksempler omfatter Darwins finker, en gruppe af 13 finkelignede arter fra Galapagos-øerne og seglfugle fra Hawaii, en gruppe af fugle som før mennesker forårsagede uddøden af enkelte arter, nummererede 60 arter som hver udfyldte diverse økologiske roller og nedstammede alle fra en enkelt finkelignende forfader, der ankom til Hawaii-øerne omkring 4 millioner år siden.

### Molekylærbiologi
Alle levende organismer (med den mulige undtagelse af RNA-vira) indeholder DNA-molekyler, som bærer genetisk information. Gener er stykker af DNA, der bærer denne information, og de påvirker egenskaberne af en organisme. Gener bestemmer et individs udseende og til en vis grad deres adfærd. Hvis to organismer er tæt relateret, vil deres DNA være meget ens. På den anden side jo mere fjernt beslægtede de to organismer er, jo flere forskelle vil de have. For eksempel er brødre nært beslægtede og har meget lignende DNA, mens fætre og kusiner deler et fjernere forhold og har langt flere forskelle i deres DNA. Ligheder i DNA anvendes til at bestemme forholdet imellem arter på næsten samme måde, som de anvendes til at vise forholdet imellem individer. For eksempel viser sammenligner af chimpanser med gorillaer og mennesker, at der er så meget som en 96 procent lighed imellem DNA'et af mennesker og chimpanser. Sammenligninger af DNA viser, at mennesker og chimpanser er mere tæt forbundet med hinanden, end begge arter er til gorillaer.
Feltet af molekylær systematik fokuserer på at måle lighederne i disse molekyler og bruge disse oplysninger til at regne ud, hvordan forskellige typer af organismer er relateret til hinanden igennem evolution. Disse sammenligninger har tilladt biologer at opbygge et stamtræ over udviklingen af liv på Jorden. De har endda tilladt forskerne at optrævle forholdet mellem organismer, hvis fælles forfædre levede så lang tid siden, at ingen reelle ligheder forbliver i udseendet af organismerne.

### Kunstig selektion
Kunstig selektion er kontrolleret avl af planter og husdyr. Mennesker bestemmer hvilket dyr eller plante, som vil reproducere og hvilke af afkommene som vil overleve; dermed bestemmer vi, hvilke gener som vil blive videregivet til kommende generationer. Processen med kunstig selektion har haft en betydelig indvirkning på udviklingen af husdyr. For eksempel har mennesker produceret forskellige typer af hunde ved kontrolleret avl. Forskellene i størrelse imellem Chihuahua og Granddanois er resultatet af kunstig selektion. På trods af deres dramatisk anderledes fysiske udseende, har de og alle andre hunde udviklet sig fra et par ulve tæmmet af mennesker i det, der nu er Kina for mindre end 15.000 år siden.
Kunstig selektion har produceret en lang række planter. I tilfælde af majs tyder nylig genetik på, at domesticering opstod 10.000 år siden i det centrale Mexico. Før domesticering var den spiselige del af den vilde form lille og vanskelig at indsamle. Dertil er der i det industrialiserede landbrug vist, at der ved brug af pesticider er en selektion af resistente arter (se herbicidresistens).
I kunstig selektion er den nye race eller sort som skabes, den ene med de tilfældige mutationer, som mennesker finder attraktive, mens den overlevende art i naturlig selektion er den den ene med tilfældige mutationer, som er nyttige for den i sit ikke-menneskelige miljø. I både naturlig og kunstig selektion er variationerne et resultat af tilfældige mutationer, og de underliggende genetiske processer er stort set de samme. Darwin observerede nøje resultaterne af kunstig selektion i dyr og planter til at danne mange af hans argumenter til støtte for naturlig selektion. Meget af hans bog Arternes oprindelse var baseret på observationer af de mange sorter af tamduer som opstod på grund af kunstig selektion. Darwin foreslog, at hvis mennesket kunne opnå dramatiske ændringer i husdyr i løbet af et kort tidsrum, så kunne naturlig selektion, givet millioner af år, producere forskelle set i levende ting i dag.

## Sociale og kulturelle reaktioner
I det 19. århundrede, især efter Charles Darwins offentliggørelsen af Arternes Oprindelse i 1859, var tanken om, at livet havde udviklet sig via evolution, en aktiv kilde til akademiske debat centreret om de filosofiske, sociale og religiøse konsekvenser af evolution. I dag er den moderne evolutionære syntese accepteret af et stort flertal af videnskabsfolk. Men evolution er stadig et omstridt begreb for nogle teister.
Mens forskellige religioner og trosretninger har forsonet deres tro med evolution igennem begreber såsom teistisk evolution, er der dog kreationister, som mener at evolution modsiges af skabelsesmyter som findes i deres religioner og som hævder forskellige indvendinger imod evolution. De mest benævnte indvendinger mod evolution er konsekvenserne af den menneskelige evolution som gør, at mennesker deler fælles herkomst med aber, og at de mentale og moralske evner menneskeheden har, er forårsaget af de samme naturlige årsager, som andre nedarvede træk er hos dyr. I nogle lande, især USA, har disse spændinger imellem videnskab og religion næret den nuværende konflikt imellem skabelsesmyter og evolution, en religiøs konflikt med fokus på politik og offentlig uddannelse. Selvom andre videnskabelige områder såsom kosmologi og geovidenskab også er i konflikt med bogstavelige fortolkninger af mange religiøse tekster, modtager evolutionær biologi væsentligt mere oppositionen fra religiøse literalister.